# Nový Jičín
Nový Jičín là một thị trấn thuộc huyện Nový Jičín, vùng Moravskoslezský, Cộng hòa Séc.